# La Pacaudière
La Pacaudière és un municipi francès, situat al departament del Loira i a la regió d'Alvèrnia-Roine-Alps.